# Огденсберг (Нью-Йорк)

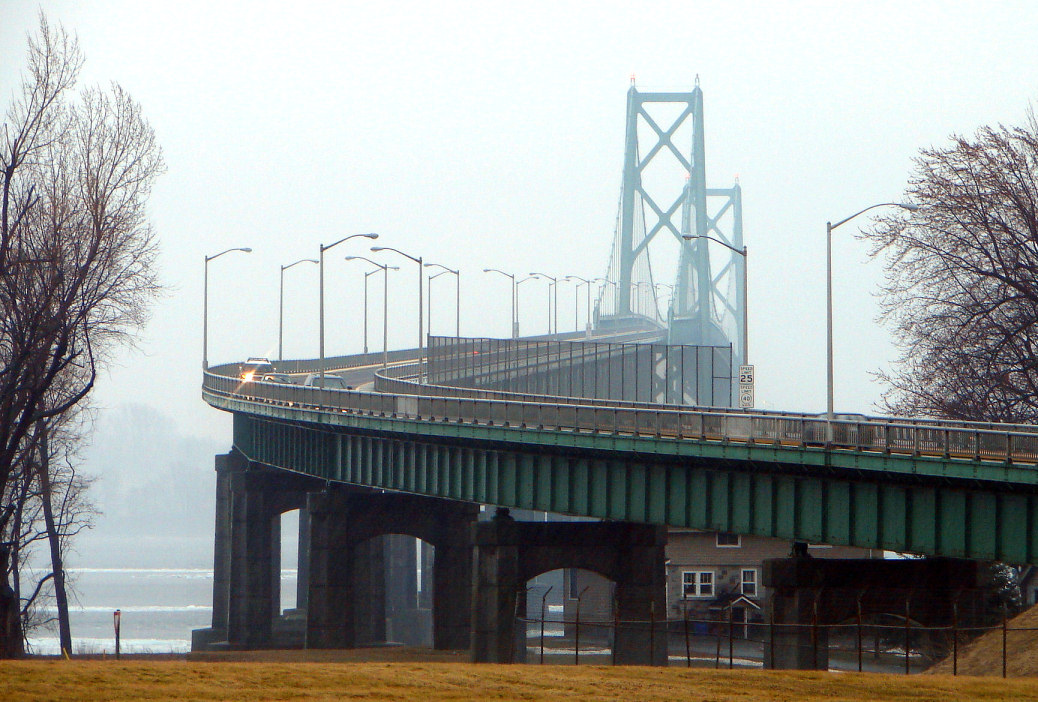
Международный мост Огденсберг-Прескотт

Огденсберг, или Огденсбург (англ. Ogdensburg), — город в округе Сент-Лоренс на северо-восточной границе штата Нью-Йорк, США. Расположен в устье реки Освегачи, на южном берегу реки Святого Лаврентия, напротив канадского города Прескотт.
Порт Огденсберга — единственный американский порт на морском пути Святого Лаврентия. К югу от города расположен небольшой аэропорт, исторически носящий название «международный», хотя международные рейсы из него давно прекращены.
Расположенный к северо-востоку от города Международный мост Огденсберг-Прескотт соединяет США и Канаду.
Население города в 2010 г. составляло 11 128 человек.

## История

### Доколониальный период
К 1000 г. н. э. вдоль реки Святого Лаврентия обосновались племена, говорящие на ирокезских языках. Они занимались земледелием, охотой и рыболовством. Начиная с 1950-х гг. историкам, лингвистам и археологам удалось найти убедительные свидетельства проживания в этом регионе в 1300—1600 гг. лаврентийских ирокезов, существование которых до того подвергалось сомнению. Они говорили на лаврентийском языке и отличались от известных в более поздний период Шести ирокезских наций — ходеносони. К концу XVI в. лаврентийские ирокезы исчезли, возможно, уничтоженные мохавками в войне за контроль над торговлей мехами.

### Новая Франция
Ко времени проникновения в район будущего Огденсберга французов здесь обитали гуроны и мохоки.
Первым европейским поселением была христианская миссия, которую основал в 1749 году аббат Пике. Основанная в устье реки Освегачи, она получила название Фор-де-Ла-Презантасьон. Миссия привлекала индейцев, занимавшихся торговлей мехами. Многие из них поселились здесь и обратились в католицизм. Образовавшееся в результате на территории посёлка племя индейцев-католиков, происходивших в основном из народа онондага, получило название осуигатчи.
К 1755 году на территории миссии обитало около 3000 индейцев ирокезского происхождения (для сравнения, в Монреале в то время жило всего 4 тысячи человек). Онондага из Осуигатчи были одной из Семи наций Канады. Жители деревни враждебно относились к посягательствам на свою территорию британских колонистов. В 1750-е гг. и в ходе Семилетней войны воины из форта оказывали поддержку французам, нападая на британских колонистов в долинах Шамплейн, Мохок и Огайо.

### В составе США
Город расположен вблизи места, где в 1760 г. состоялось Сражение у Тысячи островов между британскими и французскими войсками в ходе Семилетней войны. После победы британцев французы уступили им свои владения в Канаде. Англичане переименовали форт, дав ему название Освегачи (Oswegatchie) по аборигенному названию близлежащей реки. Что касается других поселений миссии, то британцы не вмешивались в отношения между католическими миссионерами и племенем освегачи. Территория вошла в состав провинции Нижняя Канада (ныне Квебек). Деревня оставалась в руках британцев вплоть до 1796 г., когда в результате демаркации границы между США и Великобританией согласно договору Джея посёлок вошёл в состав США.
В том же году в посёлок прибыли из США новые поселенцы, которые изгнали с территории племя осуигатчи, бывшее дружественным к британцам. Многие из освегачи переселились в Аквесасне или другие мохавкские резервации в Канаде.
Новые американские поселенцы назвали посёлок в честь полковника Сэмюэла Огдена, который владел здесь землями. Во время англо-американской войны 1812 г. город был захвачен британскими войсками, перешедшими реку Св. Лаврентия по льду из соседнего Прескотта, которые сожгли город. Чтобы не утратить возможность выгодно торговать с британцами, жители Огденсберга в дальнейшем не позволяли американским войскам располагаться в городе вплоть до окончания войны.
Огденсберг получил статус деревни в 1817 г. В отличие от Платсберга (англ. Plattsburgh) город не сохранил конечное «h» в написании своего названия. В 1868 г. Огденсберг получил статус города.
Огденсберг был важным торговым городом и станцией в ходе железнодорожного бума XIX века.
19 августа 1918 года в городской больнице Святого Лаврентия (англ. St. Lawrence State Hospital) от эндокардита в возврате 62 лет скончался Орвилл Гибсон — основатель компании «Gibson», специализирующейся на производстве гитар и электрогитар.
В 1940 г. премьер-министр Канады Уильям Лайон Макензи Кинг и президент США Франклин Рузвельт подписали в городе Огденсбергское соглашение, возобновившее дружественные отношения между двумя странами после начала в 1939 г. Второй мировой войны в Европе. Немецкий лётчик Франц фон Верра, содержавшийся в плену в Канаде, бежал оттуда в Огденсберг в гребной лодке.

## Образование и культура
В Огденсберге расположена Вольная Огденсбергская академия (en:Ogdensburg Free Academy) — небольшой колледж, известный под неформальным названием «Синие дьяволы» (Blue Devils).
Также в городе находится Музей искусств Фредерика Ремингтона (en:Frederic Remington Art Museum). На месте бывшего французского форта Ла-Презантасьон устраиваются костюмированные представления для туристов.